# Lộc Phú, Bảo Lâm (Lâm Đồng)
Lộc Phú là một xã thuộc huyện Bảo Lâm, tỉnh Lâm Đồng, Việt Nam.

## Địa lý
Xã Lộc Phú có vị trí địa lý:
- Phía đông giáp huyện Di Linh và tỉnh Đắk Nông
- Phía tây giáp xã B'Lá
- Phía nam giáp thị trấn Lộc Thắng và xã Lộc Ngãi
- Phía bắc giáp xã Lộc Lâm.

Xã Lộc Phú có diện tích 127,22 km², dân số năm 2022 là 3.719 người, mật độ dân số đạt 29 người/km².

## Lịch sử
Ngày 11 tháng 7 năm 1994, Chính phủ ban hành Nghị định số 65-CP về việc thành lập xã Lộc Phú trên cơ sở 13.900 ha diện tích tự nhiên và 1.712 nhân khẩu của xã Lộc Lâm.